# Revival
„Revival” este al doilea album de studio ca solistă a cântăreței americane Selena Gomez. Acesta a fost lansat pe data de 9 octombrie 2015, prin intermediul caselor de discuri Interscope și Polydor Records. Este primul ei album lansat sub noul ei contract de înregistrare cu casele de discuri, după finalizarea obligațiilor sale contractuale cu casa de discuri anterioară, Hollywood Records, cu albumul de compilație For You si single-ul „The Heart Wants What It Wants”, în 2014. Gomez a descris artisti cum ar fi Janet Jackson si Christina Aguilera ca influențe asupra albumului, care a fost descris ca un amestec de pop, notate ca tropical beach pop, și EDM, și are teme lirice de dragoste, suferință, și de încredere. Albumul are, de asemenea include aparențe de la rapperul american ASAP Rocky și colaborari cu producatori cum ar fi Rock Mafia, Hit-Boy și Stargate.

## Lista pieselor
| Revival – Standard edition |                                       | |                                             |         |  |
| Nr.                        | Titlu                                 | Autor(i)                                                                                             | Producer(s)                                 | Lungime |  |
| 1.                         | „Revival”                             | Selena Gomez Antonina Armato Tim James Chauncey Hollis Justin Tranter Julia Michaels Adam Schmalholz | Rock Mafia Hit-Boy Dubkiller                | 4:06    |  |
| 2.                         | „Kill Em with Kindness”               | Gomez Armato James Benjamin Levin Dave Audé                                                          | Rock Mafia Benny Blanco R3drum              | 3:37    |  |
| 3.                         | „Hands to Myself”                     | Tranter Michaels Robin Fredriksson Mattias Larsson Max Martin                                        | Mattman & Robin Max Martin                  | 3:20    |  |
| 4.                         | „Same Old Love”                       | Tor Hermansen Mikkel Eriksen Levin Charlotte Aitchison Ross Golan                                    | Stargate Benny Blanco                       | 3:49    |  |
| 5.                         | „Sober”                               | Chloe Angelides Jacob Kasher Hindlin Michaels Eriksen Hermansen                                      | Stargate Dreamlab                           | 3:14    |  |
| 6.                         | „Good for You” (featuring ASAP Rocky) | Gomez Michaels Tranter Nick Monson Nolan Lambroza Rakim A. Mayers Hector Delgado                     | Monson Lambroza Dreamlab Delgado ASAP Rocky | 3:41    |  |
| 7.                         | „Camouflage”                          | Badrilla Bourelly Christopher Braide                                                                 | Braide Dreamlab                             | 4:09    |  |
| 8.                         | „Me & the Rhythm”                     | Gomez Tranter Michaels Fredriksson Larsson                                                           | Mattman & Robin                             | 3:33    |  |
| 9.                         | „Survivors”                           | Golan Steve Mac                                                                                      | Mac Dreamlab                                | 3:41    |  |
| 10.                        | „Body Heat”                           | Gomez Armato James Hollis Tranter Michaels                                                           | Rock Mafia Hit-Boy                          | 3:27    |  |
| 11.                        | „Rise”                                | Gomez Armato James Hollis Schmalholz                                                                 | Rock Mafia Hit-Boy                          | 2:47    |  |
| Lungime totală:            | Lungime totală:                       | Lungime totală:                                                                                      | Lungime totală:                             | 39:40   |  |

| Revival – Deluxe edition (bonus tracks) |                 |                                     |                                       |         |  |
| Nr.                                     | Titlu           | Autor(i)                            | Producer(s)                           | Lungime |  |
| 12.                                     | „Me & My Girls” | Gomez Armato James Matt Morris      | Rock Mafia                            | 3:30    |  |
| 13.                                     | „Nobody”        | Gomez Michaels Shane Stevens Monson | Monson Stevens Michaels Benjamin Rice | 3:37    |  |
| 14.                                     | „Perfect”       | Gomez Michaels Tranter Felix Snow   | Felix Snow Dreamlab                   | 4:02    |  |
| Lungime totală:                         | Lungime totală: | Lungime totală:                     | Lungime totală:                       | 50:33   |  |

| Revival – International deluxe and Target edition (bonus tracks) |                         |                                                           |                                          |         |  |
| Nr.                                                              | Titlu                   | Autor(i)                                                  | Producer(s)                              | Lungime |  |
| 15.                                                              | „Outta My Hands (Loco)” | Gomez Armato James                                        | Rock Mafia Frank Dukes                   | 3:31    |  |
| 16.                                                              | „Cologne”               | Gomez Angelides Golan Eriksen Kent Sundberg Cato Sundberg | Stargate Donkeyboy Dreamlab Miles Walker | 3:54    |  |
| Lungime totală:                                                  | Lungime totală:         | Lungime totală:                                           | Lungime totală:                          | 57:58   |  |